# Louis Alexandre Raimon
Louis Alexandre Raimon (också känd som Alexandre de Paris), född 6 september 1922 i Saint-Tropez i Frankrike, död 3 januari 2008, var en fransk frisör och hårkonstnär. 
Vid femton års ålder började han arbeta som lärling vid en frisersalong i Cannes. Han blev snabbt den främste lärlingen till sin läromästare Antoine. Det var också i denna salongen som han träffade han sin fru Andrée Banaudi som han var gift med ända fram till sin död.
Efter att ha öppnat en frisersalong tillsammans med systrarna Carita öppnade Raimon 1957 sin egen salong på Rue du Faubourg Saint Honoré i Paris.
Under artist- och produktnamnet Alexandre de Paris blev Raimon en ambassadör för fransk elegans. Flera världskändisar anlitade Raimon för speciella tillfällen. Bland annat arrangerade han Jacqueline Kennedys frisyr vid hennes makes statsbesök i Frankrike 1961. 
Maria Callas, Greta Garbo och Shirley MacLaine tillhörde stamkunderna. Raimon arrangerade Elizabeth Taylors frisyr i filmen Cleopatra (film, 1963).
Han var ordförande i organisationen Mondiale de la Coiffure mellan åren 1978 och 1993.
Raimon utsåg Michel Deryn till tronföljare och innehavare av varumärket Alexandre de Paris.